# کاسبورگ
کاسبورگ (به آلمانی: Kasseburg) یک شهر در آلمان است که در هرتسوگتوم لاونبورگ واقع شده‌است. کاسبورگ ۵۳۵ نفر جمعیت دارد.